# Фишерова, Нелли
Нелли Фишерова (чеш. Nelly Fišerová; годы жизни неизвестны) — чехословацкая шахматистка, участница чемпионата мира по шахматам среди женщин (1937).

## Биография
Жила в Млада-Болеславе, где в шахматном клубе имени Рудольфа Харузека стала одной из лучших шахматисток Чехословакии. В 1937 году в Стокгольме, вопреки решениям тогдашнего руководства шахматной федерации Чехословакии, Нелли Фишерова приняла участие в турнире за звание чемпионки мира по шахматам, где выступила хорошо и поделила 6-е — 7-е место с Моной Мэй Карф.
Во время Второй мировой войны подверглась репрессиям. В 1941 году оккупационные власти нацистской Германии отправили Фишерову в концентрационный лагерь, где она погибла.